# Гроші (Алба)
Гроші (рум. Groși) — село у повіті Алба в Румунії. Входить до складу комуни Черу-Бекеїнць.
Село розташоване на відстані 283 км на північний захід від Бухареста, 26 км на захід від Алба-Юлії, 90 км на південь від Клуж-Напоки.

## Населення
За даними перепису населення 2002 року у селі проживали 37 осіб, з них 36 осіб (97,3%) румунів. Рідною мовою 36 осіб (97,3%) назвали румунську.